# Iluminismo hispano-americano

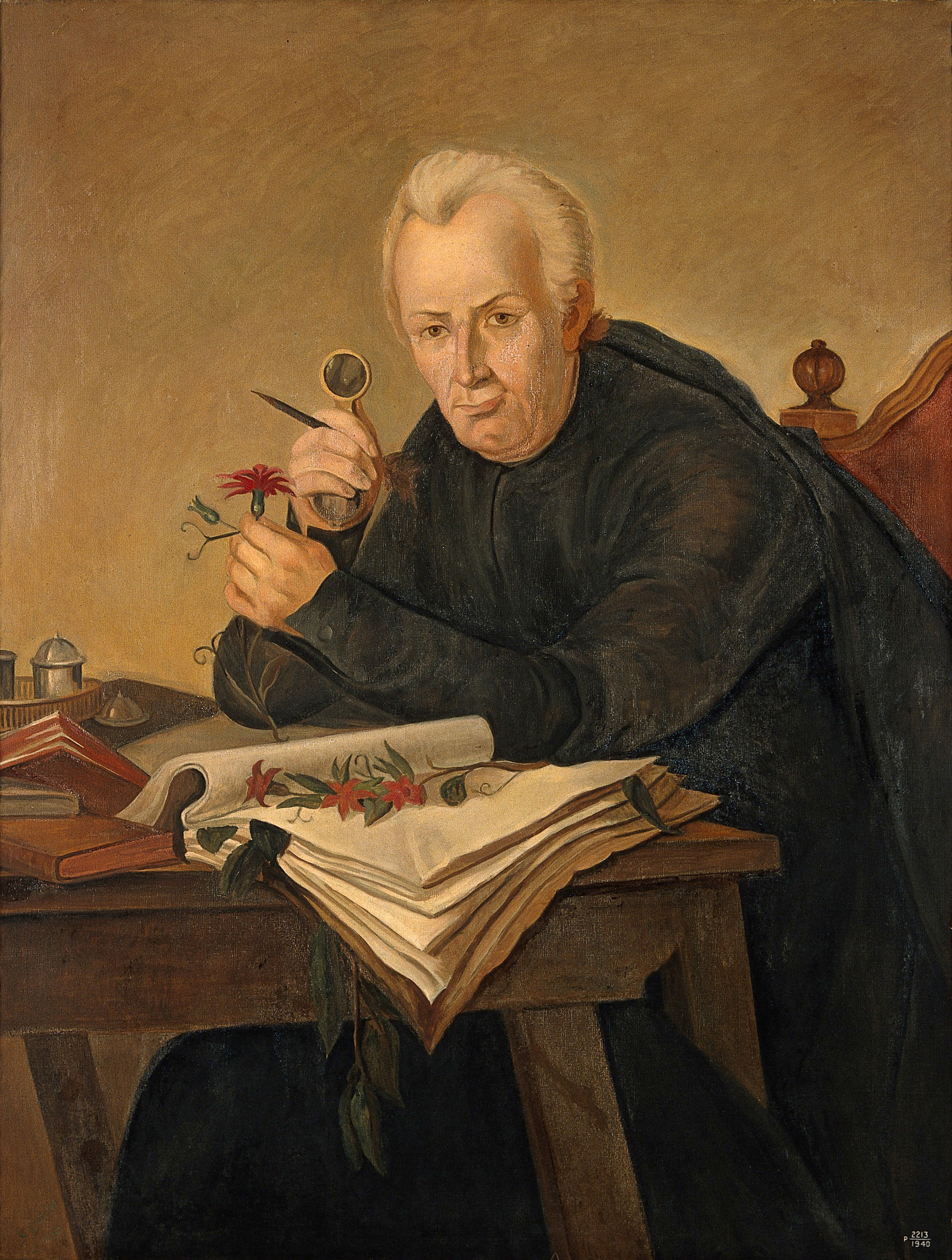
José Celestino Mutis, botânico do iluminismo hispano-americano

O iluminismo hispano-americano deu origem às ideias do iluminismo espanhol, que enfatizavam a razão, a ciência, a praticidade, a clareza em vez do obscurantismo e o secularismo, foram transmitidas da França para o Novo Mundo no século XVIII, após o estabelecimento da monarquia Bourbon na Espanha. Na América espanhola, as ideias do iluminismo afetaram as elites alfabetizadas dos grandes centros urbanos, especialmente a Cidade do México, Lima e Guatemala, onde existiam universidades fundadas nos séculos XVI e XVII. Nesses centros de aprendizado, os intelectuais espanhóis nascidos nos Estados Unidos já eram participantes do discurso intelectual e científico, com as universidades hispano-americanas cada vez mais antiescolásticas e opostas à “autoridade não testada” mesmo antes dos Bourbons espanhóis chegarem ao poder. A mais bem estudada é a Universidade de San Carlos Guatemala, fundada em 1676.
Na América espanhola, assim como na Espanha, o iluminismo tinha alguns aspectos do anticlericalismo, mas muitos padres eram a favor da ciência e do pensamento científico e eram eles próprios praticantes. Alguns clérigos eram proponentes do iluminismo, bem como da independência. Os textos iluministas que circulam na América espanhola têm sido ligados aos fundamentos intelectuais da independência hispano-americana. Obras de filósofos iluministas eram propriedade e lidas na América espanhola, apesar das restrições ao comércio de livros e sua inclusão na lista de livros proibidos da Inquisição. Os jesuítas foram fundamentais na introdução de novas tendências filosóficas na América espanhola e, após sua expulsão em 1767, os franciscanos continuaram explorando essa linha de pensamento. O clero secular hispano-americano possuía tais obras, incluindo o padre mexicano Miguel Hidalgo y Costilla, cujo pensamento livre o fez perder o cargo de reitor do seminário de San Nicolás e foi enviado para a pequena paróquia de Dolores.

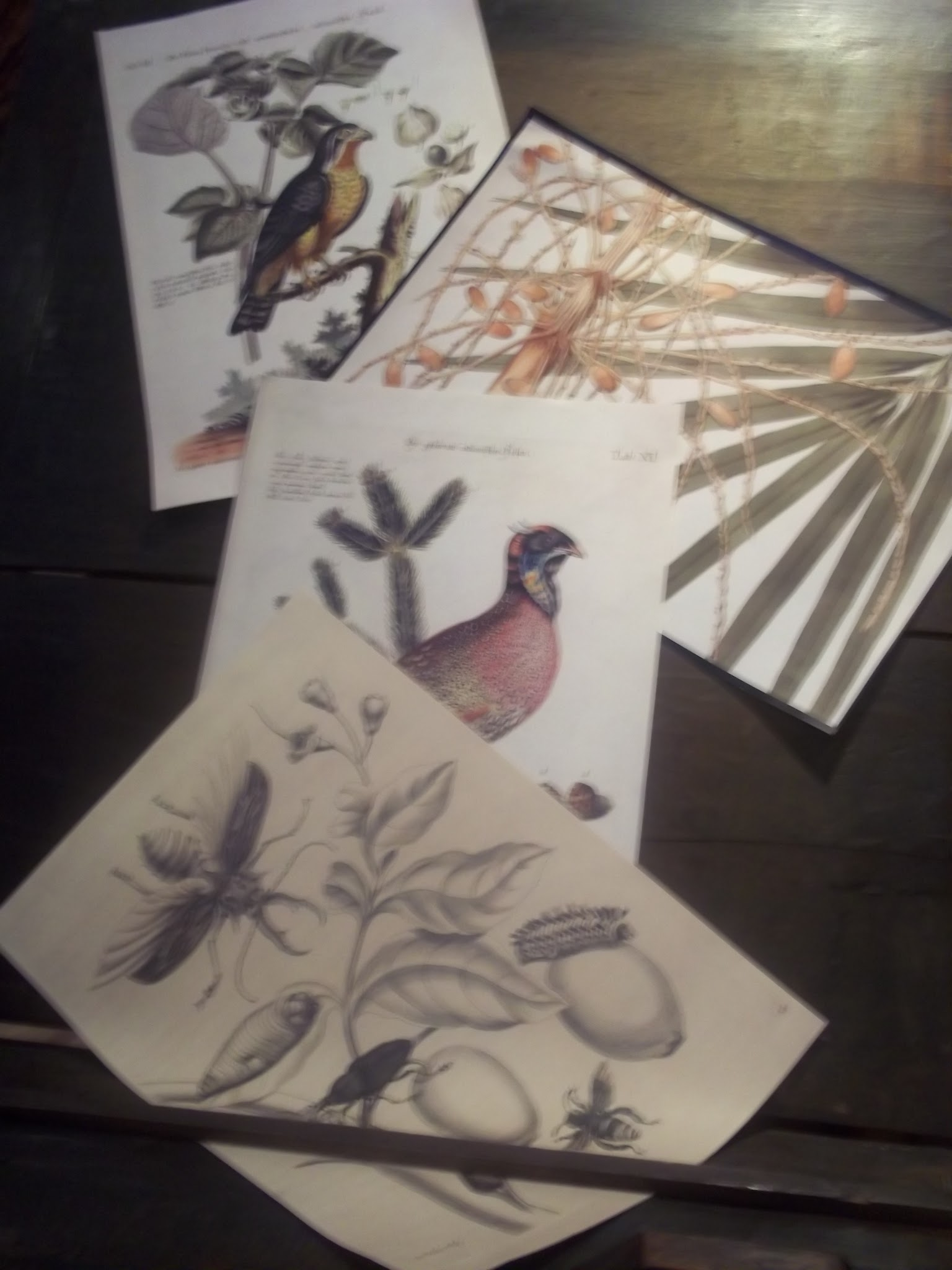
Ilustrações do trabalho do botânico José Celestino Mutis na Colômbia

Os padres perseguiam a ciência, mesmo na era “barroca” do século XVII, principalmente o intelectual crioulo mexicano Don Carlos de Sigüenza y Góngora, bem como a notável freira mexicana Juana Inés de la Cruz. No século XVIII, havia vários padres nascidos na Espanha e nos Estados Unidos praticando a ciência. Destaca-se entre eles o espanhol José Celestino Mutis em Nova Granada, que liderou a expedição botânica real a Nova Granada. Ele estudou matemática, astronomia e medicina. Mutis treinou Francisco José de Caldas. No Peru, Hipólito Unanue, um clérigo secular formado em medicina, contribuiu para uma publicação peruana intitulado Mercurio Peruano. Semelhante a ele foi o clérigo secular mexicano José Antonio de Alzate y Ramírez, que fundou importantes jornais que disseminavam conhecimento sobre descobertas científicas, incluindo as suas. Alexander von Humboldt conheceu e consultou Mutis, Caldas, e leu as obras de Alzate (que morreu pouco antes de Humboldt chegar à Nova Espanha) durante sua expedição científica à América espanhola no início do século XIX. Humboldt ficou impressionado com o nível intelectual da ciência na América espanhola.
Duas correntes de pensamento filosófico eram evidentes na América espanhola, uma era o despotismo esclarecido e as outras variações do constitucionalismo. As divisões entre os clérigos na América espanhola eram entre os que apoiavam o regalismo, isto é, a supremacia da coroa sobre a Igreja Católica, e os que aderiam ao ultramontanismo, apoiando o poder do papado sobre os monarcas. A coroa espanhola moveu-se para consolidar sua supremacia sobre a Igreja Católica, suprimindo a Companhia de Jesus na Espanha e em seu império ultramarino em 1767. Os jesuítas eram “soldados do Papa”, jurando servir ao pontífice. Eles foram bem sucedidos em suas missões aos povos indígenas nas fronteiras do império espanhol, como o norte do México e o mais famoso no Paraguai. As instituições educacionais jesuítas tinham como alunos filhos de espanhóis nascidos na América, e eram lugares onde as ideias do iluminismo eram disseminadas. Os jesuítas possuíam um número considerável de latifúndios rentáveis, ou haciendas, que eram administrados eficientemente por jesuítas treinados em administração. Sua lealdade ao papa e seu desafio à autoridade da coroa, bem como seu claro sucesso em domínios importantes onde o clero diocesano ou outras ordens religiosas poderiam ter se destacado, significavam que sua expulsão em 1767 não foi contestada pela hierarquia episcopal ou ordens religiosas.

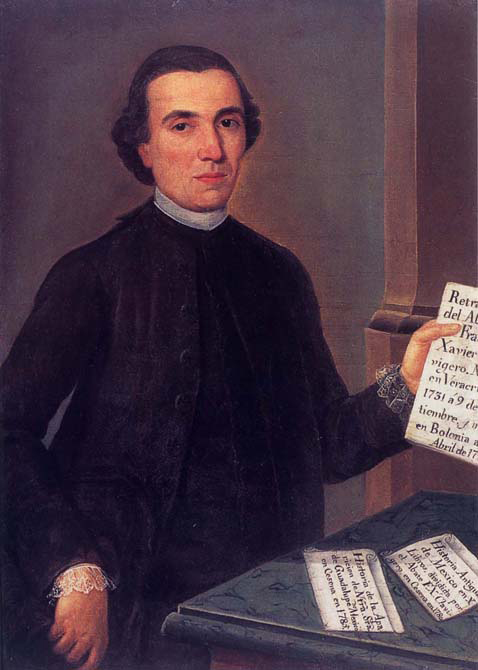
Francisco Javier Clavijero, um mexicano jesuíta, patriota crioulo

O exílio dos jesuítas na Europa foi um golpe para as famílias espanholas de elite nascidas nos Estados Unidos, cujos filhos foram alfabetizados pelos jesuítas ou eles próprios jesuítas e foram vistos como contribuindo para a alienação crioula da monarquia Bourbon. Um importante jesuíta exilado foi Francisco Javier Clavijero, que escreveu uma grande história do México, vendo suas origens nas conquistas das civilizações indígenas e criando uma ideia de México separada da Espanha peninsular.
A coroa espanhola também se moveu contra o clero como um todo ao tentar limitar os privilégios corporativos da Igreja Católica, o fuero eclesiástico, que dava aos clérigos o direito de serem julgados por todas as ofensas nos tribunais canônicos e não nos tribunais da coroa. O fuero tinha sido um fator importante no fortalecimento do prestígio e poder do clero secular inferior. Os párocos eram, muitas vezes, a única pessoa de etnia europeia nas paróquias indígenas, que exerciam tanto o poder político quanto o sagrado.
No final do México colonial, um importante bispo eleito Manuel Abad y Queipo, considerado liberal, buscou reformas sociais, econômicas e políticas, mas se opôs firmemente à revolta de 1810 do padre Hidalgo pela independência. Abad y Queipo deu a Humboldt alguns de seus textos sobre as condições na Nova Espanha e a necessidade de reforma para Humboldt, e suas ideias chegaram ao famoso "Ensaio Político sobre o Reino da Nova Espanha" de Humboldt.
Outro desenvolvimento na América espanhola foi a formação de sociedades econômicas e “amigos do país”, por homens de elite para melhorar a economia local por meio da ciência. Eles também funcionavam como grupos de discussão que consideravam questões políticas, particularmente porque as políticas da coroa favoreciam cada vez mais a península.

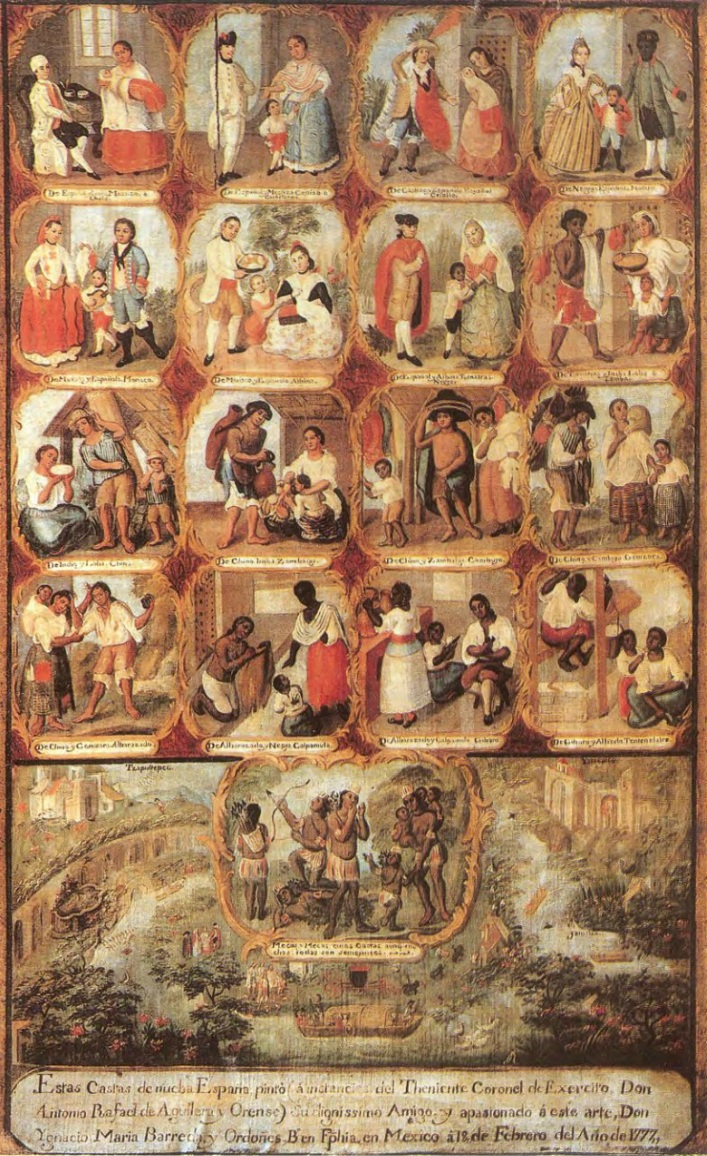
Representação de como funciona o sistema de casta no México

Os monarcas fundaram uma série de instituições voltadas para o progresso científico e econômico, bem como para o avanço cultural. No México, estabeleceu-se a soberania do Colégio de Minas em 1792, dirigido pelo mineralogista espanhol Fausto Elhuyar. Ele foi projetado para treinar especialistas para a indústria mais lucrativa do império, a mineração de prata.
Arte e arquitetura foram expressões culturais que impactaram nas ideias iluministas. A Academia de San Carlos foi fundada em 1781 como Escola de Gravura, e dois anos depois passou a se chamar Real Academia de la Tres Nobles Artes de San Carlos. Miguel Cabrera foi um dos seus membros mais importantes. O Palacio de Minería na Cidade do México, e o hospicio em Guadalajara, assim como a catedral em Buenos Aires foram projetados no estilo neoclássico, privilegiando linhas limpas e decoração minimalista, em contraste com a arquitetura barroca mais ornamentada. "Facilmente compreensível e proporcionando consolo em sua promessa de glória celestial, o barroco é uma arte para o povo. Foi essa popularidade que levou ao movimento antibarroco das academias neoclássicas do século XVIII". O crescimento de ideias científicas e o desenvolvimento de diferentes tipos de taxonomia, como a de Carl Linnaeus, podem ter sido o impulso por trás do surgimento de pinturas seculares de mistura racial e hierarquia racial no México do final do século XVIII, chamadas de pinturas de casta.
Os monarcas tentaram conter os aspectos populares do catolicismo “barroco”, eliminando sepultamentos no interior de igrejas e adros como medida de saúde pública. Suprimiu com sucesso o Carnaval no México e procurou reduzir as práticas religiosas populares, como as procissões religiosas. Os entretenimentos seculares, como as touradas, não eram mais apoiados pela coroa, e as produções teatrais tinham temas didáticos e seculares em vez de religiosos. 